# 観樹将軍回顧録
『観樹将軍回顧録』（かんじゅしょうぐんかいころく）は、大正14年（1925年）に政教社で発刊された三浦梧楼（1847年 - 1926年）による最晩年の回顧談。古島一雄が校閲している。
三浦梧楼は元萩藩士であり奇兵隊で活躍した。明治維新後には陸軍中将も務め、大正時代には、政党による藩閥政治打倒のまとめ役をしている。著書でも、藩閥政治を敷いた元老山縣有朋（同じ奇兵隊出身）への強い反発を貫かれている。
前年の1924年に刊行された『観樹将軍縦横談』と併せ『明治反骨中将一代記　三浦観樹将軍秘話』の題で新版（芙蓉書房、1981年）刊行された。
のち『観樹将軍回顧録』は（中公文庫、1988年、解説佐伯彰一、表記は現代仮名遣い）でも再刊された。
また研究者・図書館資料向けの復刻版『観樹将軍回顧録　伝記・三浦梧楼』（「伝記叢書46」大空社、1988年）が刊行されている。